# (10947) Kaiserstuhl
(10947) Kaiserstuhl es un asteroide que forma parte del cinturón de asteroides y fue descubierto por Ingrid van Houten-Groeneveld, Cornelis Johannes van Houten y Tom Gehrels desde el observatorio del Monte Palomar, Estados Unidos, el 24 de septiembre de 1960.

## Designación y nombre
Kaiserstuhl recibió al principio la designación de 2061 P-L.
Más adelante, en 2003, se nombró por la cordillera alemana de Kaiserstuhl.

## Características orbitales
Kaiserstuhl orbita a una distancia media del Sol de 2,366 ua, pudiendo alejarse hasta 2,787 ua y acercarse hasta 1,944 ua. Su excentricidad es 0,1782 y la inclinación orbital 4,957 grados. Emplea en completar una órbita alrededor del Sol 1329 días.

## Características físicas
La magnitud absoluta de Kaiserstuhl es 14,5 y su periodo de rotación de 3,149 horas.